# Johannes Elke
Johannes Arno Enke (Jaraguá do Sul, 1927 – Joinville, 30 de dezembro de 1997) foi um Radialista, professor, advogado e político brasileiro.
Foi candidato a deputado estadual para a Assembleia Legislativa de Santa Catarina pela União Democrática Nacional (UDN) nas eleições de 1962, recebendo 4.235 votos, ficando na suplência e foi convocado para a 5ª Legislatura (1963-1967).